# Stachys albanica
Stachys albanica là một loài thực vật có hoa trong họ Hoa môi. Loài này được Markgr. miêu tả khoa học đầu tiên năm 1926.